# Campeonato de España de selecciones de Balonmano 2018
El Campeonato de España de selecciones autonómicas (CESA) es un campeonato anual de balonmano organizado por la RFEBM base en el que participan las selecciones territoriales de España de las categorías juvenil, infantil y cadete. 
El 16 de noviembre, fue el sorteo del Campeonato de España de Selecciones Territoriales 2018, que daría comienzo el 2 de enero en los pabellones de la ciudad de Vigo y Pontevedra.

## Sedes
| N.º | Estadio                                      | Lugar      |
| --- | -------------------------------------------- | ---------- |
| 1   | Pavillón Municipal de Deportes de Pontevedra | Pontevedra |
| 2   | Pavillón Mutiusos da Xunqueira               | Pontevedra |
| 3   | Pavillón do Centro Galego de Tecnificación   | Pontevedra |
| 4   | Pavillón de Deportes Universitario           | Pontevedra |
| 5   | Pavillón Príncipe Felipe                     | Pontevedra |
| 6   | Pavillón de Marcón                           | Pontevedra |
| 7   | Pavillón Sequelo                             | Marín      |
| 8   | Pavillón A Seca                              | Poyo       |
| 9   | Pavillón Municipal de Porriño                | Porriño    |
| 10  | Complexo Deportivo de As Travesas            | Vigo       |
| 11  | Pavillón Polideportivo de Candeán            | Vigo       |
| 12  | Pavillón de Navia                            | Vigo       |
| 13  | Pavillón Polideportivo de Lavadores          | Vigo       |
| 14  | Pavillón Polideportivo de Teis               | Vigo       |
| 15  | Pavillón de Deportes do Berbés               | Vigo       |
| 16  | Pavillón Municipal de Coia                   | Vigo       |
| 17  | Pabellón de Sárdoma                          | Vigo       |
| 18  | Pavillón dos Deportes de Coruxo              | Vigo       |
| 19  | Pabellón Municipal del Carballal             | Vigo       |
| 20  | Bombonera de Redondela                       | Redondela  |
| 21  | El Gatañal                                   | Cangas     |
| 22  | El Grove                                     | El Grove   |
| 23  | Municipal de Bueu                            | Bueu       |
| 24  | Pabellón Municipal Chapela                   | Redondela  |

## Competición

### Juvenil femenino

#### Grupo A
| Equipo              | PJ | PG | PE | PP | GF | GC | DG  | Pts | Clasificación |
| ------------------- | -- | -- | -- | -- | -- | -- | --- | --- | ------------- |
| Comunidad de Madrid | 3  | 3  | 0  | 1  | 80 | 72 | 8   | 4   | Fase final    |
| País Vasco          | 3  | 2  | 0  | 1  | 88 | 69 | 19  | 4   | Fase final    |
| Castilla-La Mancha  | 3  | 1  | 0  | 2  | 63 | 81 | -18 | 2   | Fase final    |
| Andalucía           | 3  | 1  | 0  | 2  | 72 | 81 | -9  | 2   | Copa España   |

#### Grupo B
| Equipo          | PJ | PG | PE | PP | GF | GC | DG | Pts | Clasificación |
| --------------- | -- | -- | -- | -- | -- | -- | -- | --- | ------------- |
| Navarra         | 3  | 2  | 1  | 0  | 71 | 67 | 4  | 5   | Fase final    |
| Castilla y León | 3  | 2  | 0  | 1  | 74 | 65 | 9  | 4   | Fase final    |
| Cataluña        | 3  | 1  | 0  | 0  | 72 | 79 | -7 | 2   | Fase final    |
| Asturias        | 3  | 0  | 1  | 0  | 75 | 81 | -6 | 1   | Copa España   |

### Juvenil Masculino

#### Grupo A
| Equipo              | PJ | PG | PE | PP | GF | GC | DG  | Pts | Clasificación |
| ------------------- | -- | -- | -- | -- | -- | -- | --- | --- | ------------- |
| Andalucía           | 3  | 2  | 0  | 1  | 73 | 59 | 14  | 4   | Fase final    |
| Comunidad de Madrid | 3  | 2  | 0  | 1  | 78 | 62 | 16  | 4   | Fase final    |
| Galicia             | 3  | 2  | 0  | 1  | 71 | 78 | -7  | 4   | Fase final    |
| Aragón              | 3  | 0  | 0  | 3  | 59 | 82 | -23 | 0   | Copa España   |

#### Grupo B
| Equipo          | PJ | PG | PE | PP | GF  | GC  | DG  | Pts | Clasificación |
| --------------- | -- | -- | -- | -- | --- | --- | --- | --- | ------------- |
| Cataluña        | 3  | 3  | 0  | 0  | 115 | 56  | 59  | 6   | Fase final    |
| Navarra         | 3  | 2  | 0  | 1  | 77  | 77  | 0   | 4   | Fase final    |
| Castilla y León | 3  | 1  | 0  | 2  | 73  | 108 | -35 | 2   | Fase final    |
| País Vasco      | 3  | 0  | 0  | 3  | 54  | 88  | -34 | 0   | Copa España   |

## Medallero
| Evento             | Oro          | Plata        | Bronce       |
| ------------------ | ------------ | ------------ | ------------ |
| Juvenil femenino   | Bandera de ? | Bandera de ? | Bandera de ? |
| Juvenil masculino  | Bandera de ? | Bandera de ? | Bandera de ? |
| Cadete femenino    | Bandera de ? | Bandera de ? | Bandera de ? |
| Cadete masculino   | Bandera de ? | Bandera de ? | Bandera de ? |
| infantil femenino  | Bandera de ? | Bandera de ? | Bandera de ? |
| infantil masculino | Bandera de ? | Bandera de ? | Bandera de ? |